# Jeżewice (Mazovie)
Pour les articles homonymes, voir Jeżewice.
Jeżewice (prononciation : [jɛʐɛˈvit͡sɛ]) est un village polonais de la gmina de Tarczyn dans le powiat de Piaseczno de la voïvodie de Mazovie dans le centre-est de la Pologne.
Il se situe à environ 6 kilomètres à l'ouest de Tarczyn (siège de la gmina), 22 kilomètres au sud-ouest de Piaseczno (siège du powiat) et à 33 kilomètres au sud-ouest de Varsovie (capitale de la Pologne).

## Histoire
De 1975 à 1998, le village appartenait administrativement à la voïvodie de Varsovie.